# Stenarna skola ropa
Stenarna skola ropa (originaltitel: A Judgement in Stone) är en deckarroman från 1977 av den brittiska författaren Ruth Rendell. Den anses vara ett av hennes främsta verk. Berömda är också inledningsorden: "Eunice Parchman killed the Coverdale family because she could not read or write" ("Eunice Parchman dödade familjen Coverdale därför att hon inte kunde läsa och skriva."). Romanen brukar räknas som en social beskrivning av klasskillnaderna i Storbritannien.

## Handling
Eunice anställs som hembiträde i familj med fyra personer. Att hon inte kan läsa håller hon hemligt. Vad hennes arbetsgivare inte vet är att hon redan mördat fadern som hon tagit hand om, och förfalskat sina intyg. Hon missförstår alla arbetsgivarens vänlighetshandlingar, och stjäl deras pistoler. Med hjälp av en annan socialt utslagen person mördar hon hela familjen. Men eftersom Eunice inte kan läsa lyckas hon inte känna igen och avlägsna en skriven ledtråd. Slutligen upptäcks att ett av offren spelat in skotten på bandspelaren. Eunice åker fast, och hon skäms då det under rättegången avslöjas att hon inte kan läsa.

## Adaptioner
Romanen har filmatiserats två gånger: The Housekeeper (1986) med Rita Tushingham som hembiträdet, och Ceremonin (1995), regisserad av Claude Chabrol, med Sandrine Bonnaire som hembiträde. Författaren har sagt att Chabrols version är en av få filmatiseringar av hennes verk som hon själv är nöjd med.

## Utgåvor
- 1977, Storbritannien, Hutchinson (ISBN 0-09-129070-8), Publicerad 2 maj 1977 (första utgåvan)
- 1982, Sverige, Askild & Kärnekull (ISBN 91-582-0367-2), översatt av Nils Larsson